# قرار مجلس الأمن التابع للأمم المتحدة رقم 1703
قرار مجلس الأمن التابع للأمم المتحدة رقم 1703، الذي تم تبنيه بالإجماع في 18 أغسطس 2006، بعد إعادة التأكيد على القرارات السابقة بشأن تيمور الشرقية، ولا سيما القرارات 1599 (2005) و1677 (2006) و1690 (2006)، جدد المجلس تفويض مكتب الأمم المتحدة في تيمور الشرقية حتى 25 أغسطس 2006.
تم تبني القرار الفني لإتاحة مزيد من الوقت للمناقشات حول مهمة جديدة لحفظ السلام، والتي ستُعرف فيما بعد باسم بعثة الأمم المتحدة المتكاملة في تيمور الشرقية، والتي تم تبنيها في القرار 1704 (2006).

## روابط خارجية
- نص القرار في undocs.org